# Ломмач
Ломмач (нем. Lommatzsch) — город в Германии, в земле Саксония. Подчинён земельной дирекции Дрезден. Входит в состав района Мейсен. Население составляет 5429 человек (на 31 декабря 2010 года). Занимает площадь 66,47 км². Официальный код — 14 2 80 210.
Город подразделяется на 39 городских районов.

## Известные уроженцы
- Ханс-Йоахим Вайссфлог (1923—1995) — обер-лейтенант, немецкий герой времён Второй мировой войны.